# Entry Island (Table Bay)
Entry Island is een onbewoond eiland in de Canadese provincie Newfoundland en Labrador. Het heeft een oppervlakte van 12 hectare en bevindt zich aan de oostkust van Labrador.

## Toponymie
Entry Island kan letterlijk vertaald worden als "toegangseiland" of "ingangseiland". De naam verwijst naar de ligging van het eiland pal op de overgang van Table Bay in de Atlantische Oceaan, waardoor het als het ware de toegang tot die baai aangeeft.
Historisch werd het eiland ook South Duck Island ("Zuid-Eendeneiland") genoemd, verwijzend naar de eidereenden die er voorkomen. Entry Island is echter de enige officiële naam van het eiland.

## Geografie

### Ligging
Entry Island ligt 3 km ten zuiden van North Head (ook Table Bay Point genaamd) en 6,5 km ten noorden van South Head. Deze twee kapen geven het begin aan van Table Bay, een 150 km² metende baai van de Atlantische Oceaan aan de oostkust van Labrador. Entry Island ligt voorts 4,3 km ten westen van Collingham Island, 5 km ten noordwesten van Devils Lookout Island en 4,7 km ten noorden van Quakers Hat, drie eilanden die allen net buiten de wateren van Table Bay liggen.
De in vogelvlucht dichtstbij gelegen bewoonde plaatsen zijn het 42 km westelijker gelegen Cartwright en het 48 km zuidoostelijker gelegen Black Tickle-Domino. Beide plaatsen liggen op een vaarafstand van ruim 55 km. Het spookdorp Table Bay ligt 21 km naar het westen toe (vaarafstand 24 km).

### Uitzicht
Entry Island is ovaalvormig en in vergelijking met het omliggende landschap vlak en laaggelegen, met een maximale hoogte van 13 meter boven de zeespiegel. Het 0,12 km² metende eiland heeft een lengte van 480 meter langs zijn oost-westas en een maximale breedte van 340 m. Aan de noordwestelijke zijde ligt een rif dat zo'n 400 meter westwaarts reikt. Het eiland heeft, net als de andere offshore-eilanden van Table Bay, een rotsachtige bodem. De begroeiing bestaat uitsluitend uit heideachtige struiken en verspreide grassen.

### Geologie
De bodem van Entry Island bestaat volledig uit massieve tot sterk gelaagde gabbro en noriet. Het gesteente is normaal gelaagd met een subofitische textuur, die op sommige plaatsen coronitisch is. Hetzelfde gesteente ligt aan het oppervlak van nabijgelegen oostelijkere eilanden zoals Collingham Island, Halfway Island, de Bird Islands en het noordelijke deel van Devils Lookout Island.
Het bodemgesteente maakt deel uit van een bredere formatie van laat-Labradorse anorthositische en mafische intrusies met een ouderdom van 1600–1660 Ma (1,60 à 1,66 miljard jaar).

## Vogels
Het eiland is tezamen met alle andere eilanden in en rond Table Bay erkend als een Important Bird Area. Dit heeft vooral te maken met de jaarlijkse aanwezigheid van broedende eiders. De baai bevindt zich in het overgangsgebied tussen twee ondersoorten van de eider, met name S. m. borealis en S.m. dresseri. De nestpopulatie bedraagt meer dan 1% van het wereldwijde aantal van beide eiderondersoorten. Daarnaast is het gebied rond Table Bay ook belangrijk vanwege de jaarlijkse aanwezigheid van vele ruiende brilzee-eenden.